# Luigi Mainardi
Luigi Mainardi (Piazzola sul Brenta, 20 giugno 1939 – Perugia, 2 agosto 1998) è stato un calciatore italiano, di ruolo attaccante.

## Carriera
Dopo gli esordi in Serie C con il Siena ed una presenza in Serie A nella stagione 1962-1963 con la Sampdoria, passa al Livorno con cui disputa 27 partite e segna sei gol nel campionato di Serie B 1964-1965.
Gioca per un altro anno in Serie C con il Savoia prima di passare al Perugia, con cui vince il campionato di Serie C 1966-1967 e disputa altre due stagioni tra i cadetti per un totale di 51 presenze e cinque gol.

## Palmarès

### Club

#### Competizioni nazionali
- Campionato italiano Serie C: 1

Perugia: 1966-1967 (girone B)